# کافه فلسفه

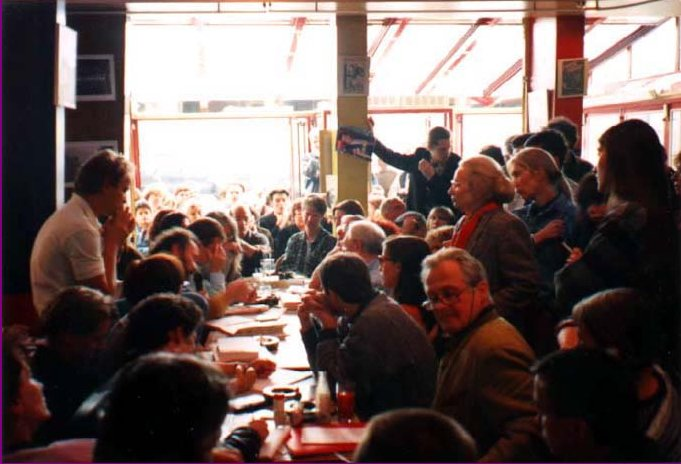
مارک سوته در کافه دفر، پاریس، ۱۹۹۴

کافه فلسفه (به فرانسوی: Café philosophique) نوعی گردهمایی برای بحث فلسفی در میان عموم مردم است که مارک سوته، فیلسوف فرانسوی در ۱۳ دسامبر ۱۹۹۲ آن را در حومه پاریس پایه‌گذاری کرد. در سال ۱۹۹۸ که سوته درگذشت، حدود صد کافه در فرانسه و حدود صد و پنجاه کافه در سراسر جهان مشغول به فعالیت بودند.

## تاریخچه
در سال ۱۹۹۲ مارک سوته به این فکر افتاد که می‌توان افراد عادی جامعه را که با فلسفه آشنا نیستند، گرد هم آورد تا در مورد موضوعی فلسفی با هم گفتگو کنند. او شیوه سقراطی را برای مواجهه با مشکلات و سؤالات روزمره و تفکر نقادانه برگزید. او می‌گوید: «من به شرکت‌کنندگان این محافل کمک می‌کنم افکارشان را سامان دهند. به تردیدهای آنها دامن می‌زنم و به جای پاسخ دادن به پرسش‌هایشان، پرسش‌های صحیحی در مقابل دیدگانشان قرار می‌دهم.» به عبارت دیگر او تلاش می‌کرد آگورای یونان باستان را احیا کند.

## وضعیت کنونی
ایده سوته در سراسر جهان با استقبال مواجه شد. پس از فرانسه، کافه‌ها در انگلستان، آلمان، بلژیک، اتریش، سوئیس و بعدتر در آمریکا، کانادا، آمریکای جنوبی، یونان، استرالیا و ژاپن شروع به فعالیت کردند. همچنین در ترکیه، امارات متحده عربی و تایوان هم کافه‌ها مشغول به فعالیت هستند. با توجه به موفقیت‌ها، ژاک شیراک یکی از اعضای کافه‌ها را طی یک مأموریت به آمریکای لاتین فرستاد تا این ایده را در آنجا معرفی کند.
کافه فقط نام گردهمایی است و گردهمایی‌ها لزوماً در یک کافه صورت نمی‌گیرد. همچنین نام کافه‌هایی که افراد در آنها جمع می‌شوند، لزوماً کافه فلسفه نیست. گردهمایی‌ها معمولاً هفته‌ای یک بار انجام می‌شود. موضوع هر نشست که حاصل توافق حاضران است، معمولاً پیش از آغاز گفتگو به صورت گزاره یا پرسشی کلی مطرح می‌شود. نمونه موضوعاتی که تا به حال در کافه فلسفه‌ها مطرح شده‌است، عبارتند از: واقعیت چیست؟ چرا زمان پیوسته می‌گذرد؟ من تا چه حد مسئول اعمال دیگران هستم؟ ارزش انسان به چه چیزی است؟ یک بزرگسال می‌تواند بر اساس قوانینی که در کودکی فراگرفته زندگی کند؟ می‌توان مردم جهان را به دو دسته فرادست و فرودست تقسیم کرد؟ بحران میان‌سالی چیست؟ آیا شغل من معرّف من است؟ معنای زندگی چیست؟ بهتر نبود به دنیا نمی‌آمدیم؟ آیا زبان برای برقراری ارتباط است؟